# Romero Lubambo

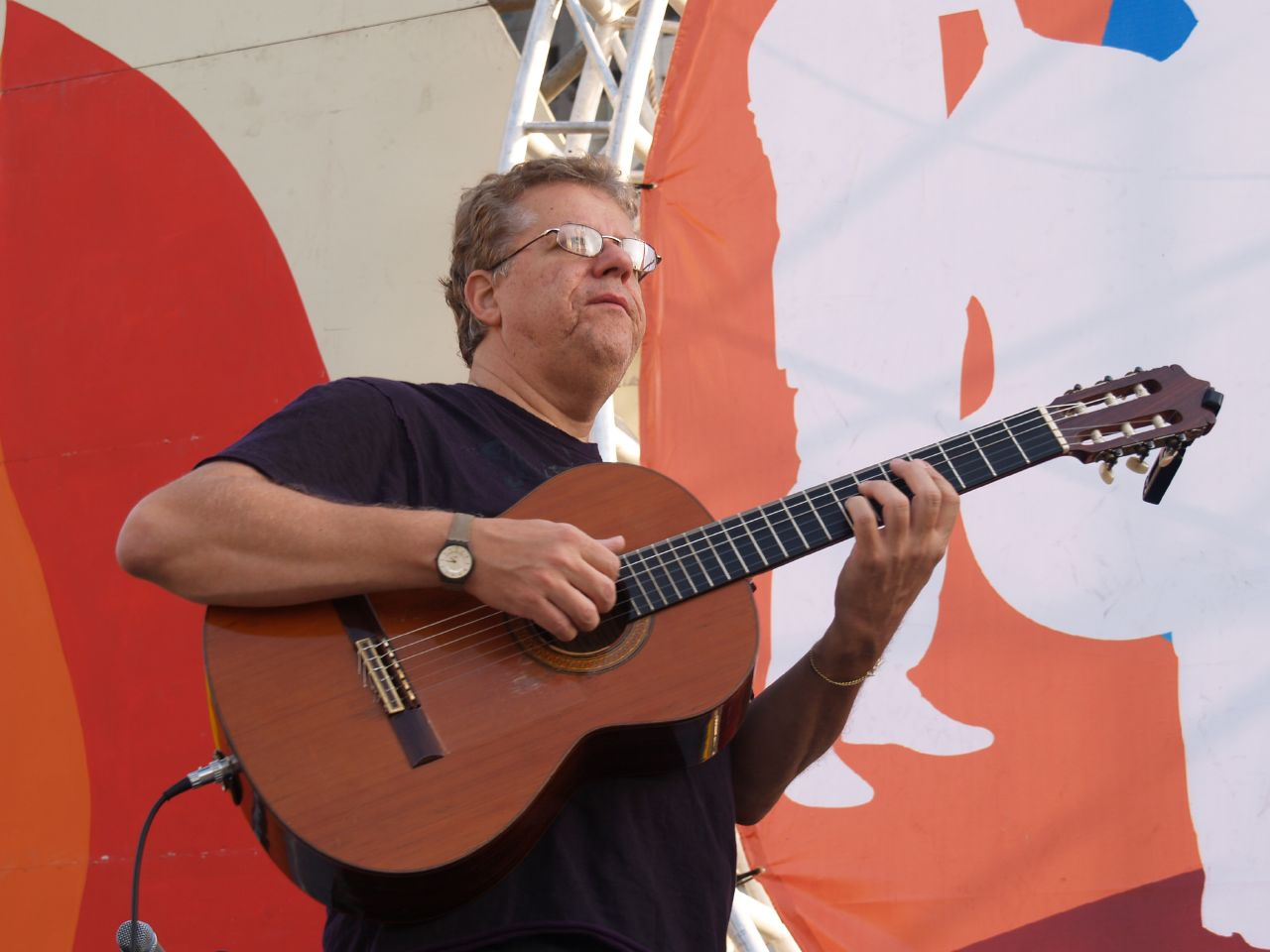
Romero Lubambo

Romero Lubambo (nacido el 28 de noviembre de 1955) es un guitarrista de jazz brasileño.

## Trayectoria
Nació en Río de Janeiro. Creció con el jazz y la música clásica en casa debido a que su tío tocaba la guitarra, vivía en la puerta de al lado, y él lo visitaba con frecuencia. Lubambo trató de aprender a tocar el piano clásico durante dos años, pero lo dejó. A los trece años, cogió la guitarra y la aprendió a tocar por sí mismo. Al año siguiente se unió a una banda y actuó profesionalmente por primera vez. En el periodo de 1972 a 1977, asistió a la Escuela de Música Villa-Lobos para estudiar guitarra clásica. Fue a la universidad y obtuvo un grado en ingeniería en 1980, pero se dedicó a la música.
Después de mudarse a los Estados Unidos en 1985, trabajó con la cantante Astrud Gilberto. Durante el año siguiente, conoció a Herbie Mann, que Lubambo considera "mi padre norteamericano, mi mentor para la vida". Luego formó Trío da Paz con Duduka da Fonseca y Nilson Matta y ha grabado y realizado giras con ellos. También ha trabajado con Claudia Acuña, Leny Andrade, Gato Barbieri, Michael Brecker, Larry Coryell, Regina Carter, Dave Douglas, Paquito D'Rivera, Diana Krall, Ivan Lins, Wynton Marsalis, Pat Metheny, Jason Miles, Jane Monheit, Hermeto Pascoal, Flora Purim, Airto Moreira, y Luciana Souza.
Uno de sus más conocidas y queridas contribuciones es la colaboración con Yo-Yo Ma y Paquito D'Rivera en "Doce de Coco" en el álbum de Ma, Apassionata; en él mientras que el violonchelo y clarinete dialogan, el ritmo lo da el bajo, y las notas armónicas son proporcionadas por la digitación de Lubambo.

## Discografía

### Como líder
- Autonomia with Rildo Hora (Visom, 1990)
- Face to Face, with Weber Drummond (GSP, 1993)
- Shades of Rio, with Raphael Rabello (Chesky, 1993)
- Infinite Love with Gil Goldstein (Big World, 1993)
- Coisa Fina with Leny Andrade (Perfil, 1994)
- Two (GSP, 1994)
- Lubambo (Avant, 1999)
- Duo, with César Camargo Mariano (Sunnyside, 2002)
- Brazilian Routes (Rob , 2002)
- Rio de Janeiro Underground (Victor, 2003)
- Romero Lubambo & Lica Cecat (Sony, 2003)
- Coisa Fina, with Leny Andrade (Perfil, 2003)
- Softly with Herbie Mann (Maxjazz, 2006)
- Love Dance (JVC, 2007)
- Bons Amigos (Resonance, 2011
- Só: Brazilian Essence (Sunnyside, 2014)
- Setembro: A Brazilian Under the Jazz Influence (Sunnyside, 2015)
- Todo Sentimento with Mauro Senise (2016)[2]
- Sampa (Sunnyside, 2017)

Con el Trío da Paz
- Brazil from the Inside (Concord, 1992)
- Black Orpheus (Kokopelli, 1994)
- Somewhere (Blue Toucan, 2005)
- Live at Jazz Baltica (Maxjazz, 2008)

### Como músico de sesión
- Jasil Brazz, Herbie Mann (1987)
- Tico! Tico!, Paquito D'Rivera (1989)
- The New York Chorinhos, David Chesky (Chesky, 1990)
- Caminho de Casa, Herbie Mann (Chesky, 1990)
- Rhythmstick, Dizzy Gillespie (1990)
- Mais, Marisa Monte (World Pacific, 1991)
- Brazilian Rhapsody, Lee Konitz (Musicmasters, 1995)
- Chasin' the Gypsy, James Carter' (Atlantic, 2000)
- You Inspire Me, Diane Hubka (2001)
- Brazilian Nights, Jason Miles (2002)
- Plays Jobim, Charlie Byrd (2002)
- Rhythm of Life, Claudia Acuña (2002)
- Canta Brasil, Kenny Barron (Sunnyside, 2002)
- Sweet Talk, Eric Marienthal (2003)
- Freak In, Dave Douglas (RCA, 2003)
- Sketches of Broadway, Janis Siegel (2004)
- Slow, Ann Hampton Callaway (2004)
- Trios, Grover Washington (2004)
- Tropical Postcards, Roseanna Vitro (2004)
- The New Bossa Nova, Luciana Souza (Verve, 2007)
- Art of Love: Music of Machaut, Robert Sadin (2009)
- Simpatico, Claudio Roditi (2010)
- In the Moonlight, Sophie Milman (2011)
- Light My Fire, Eliane Elias (2011)
- The Heart of the Matter, Jane Monheit (2013)[3]